# Ruovesi
Ruovesi är en kommun i landskapet Birkaland i f.d. Västra Finlands län. Ruovesi ligger 80 kilometer norr om Tammerfors. Kommunen har 4 155 invånare och har en yta på 950,15 km² varav 173,23 km² är vatten. Den största sjön i kommunen heter också Ruovesi. Befolkningstätheten är 5,95 invånare per kvadratkilometer.
Ruovesi är enspråkigt finskt.
I Ruovesi kommun ligger nationalparken Helvetinjärvi nationalpark. I kommunen finns det två tätorter. De är centralorten Ruovesi kyrkoby och Visuvesi. Ruovesi ingår i Övre Birkalands ekonomiska region.

## Politik

### Mandatfördelning i Ruovesi kommun, valen 1976–2021
| 7 | 6 |  | 7 | 6 |

| 6 | 6 | 2 | 7 |  | 5 |

| 6 | 6 | 2 | 6 |  | 6 |

| 6 | 6 | 2 | 6 |  | 6 |

| 6 | 6 | 2 | 6 |  | 6 |

| 5 | 5 | 3 | 8 |  | 5 |

| 4 | 4 | 6 | 7 |  | 5 |

| 4 | 4 | 6 | 8 | 5 |

| 17 | 10 |

| 4 | 5 | 6 | 6 | 6 |

| 20 | 7 |

| 3 | 4 |  | 5 | 8 | 6 |

| 18 | 9 |

| 2 | 3 | 3 | 7 | 6 |

| 11 | 10 |

| 1 | 3 | 9 | 1 | 2 | 1 | 4 |

| 11 | 10 |

## Demografi

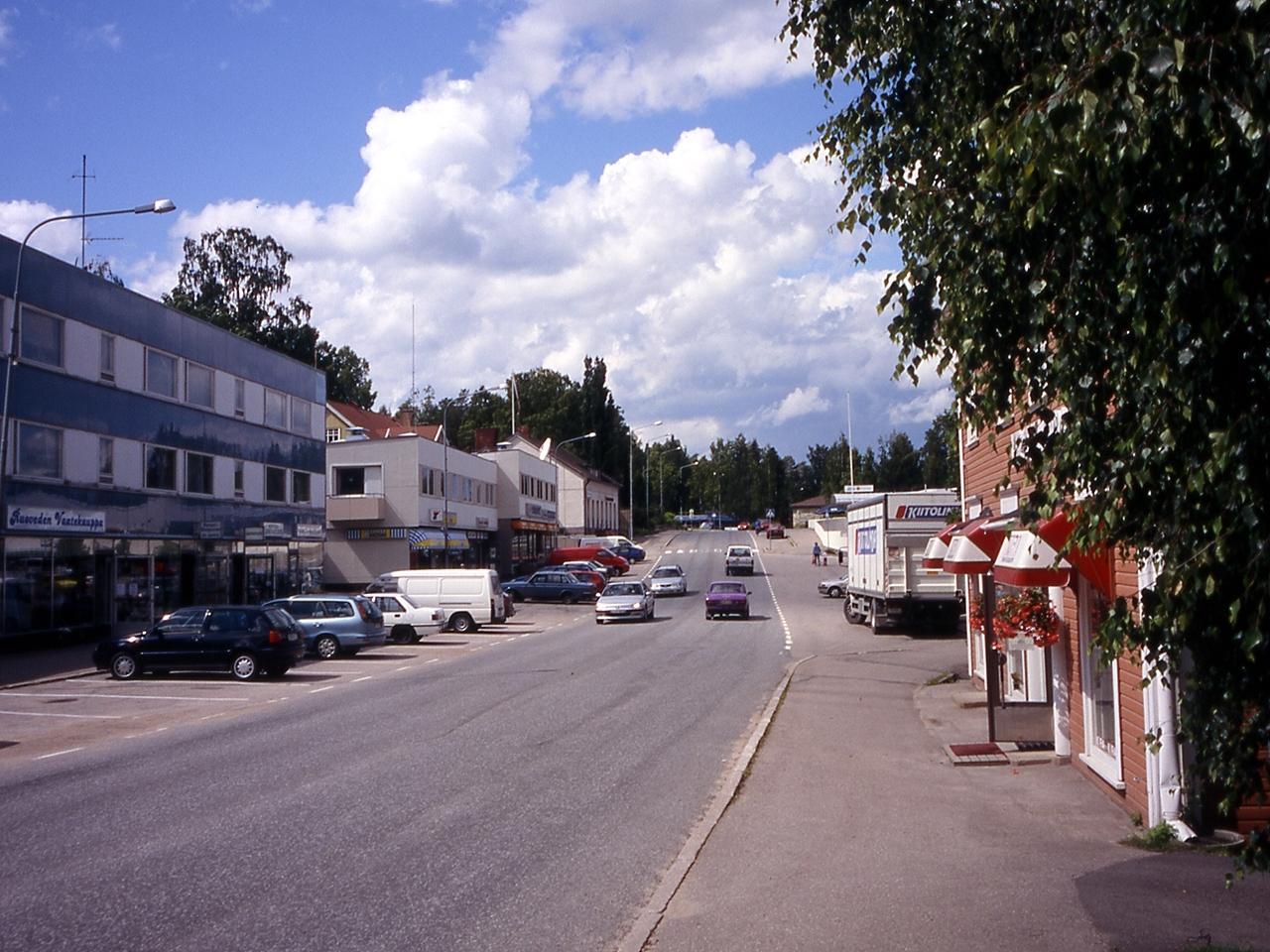
Ruovesi centrum.

Befolkningen fördelar sig i åldrarna 0 till 14 (13,9%), 15 till 64 (58,9%) och 65 och uppåt (27,2%).

### Befolkningsutveckling
| Befolkningsutvecklingen i Ruovesi kommun 1975–2020                                                           | Befolkningsutvecklingen i Ruovesi kommun 1975–2020 | Befolkningsutvecklingen i Ruovesi kommun 1975–2020 | Befolkningsutvecklingen i Ruovesi kommun 1975–2020 | Befolkningsutvecklingen i Ruovesi kommun 1975–2020 |
| --- | -------------------------------------------------- | -------------------------------------------------- | -------------------------------------------------- | -------------------------------------------------- |
| |                                                    |                                                    |                                                    |                                                    |
| År |                                                    |                                                    | Folkmängd                                          |                                                    |
| 1975 | 1975                                               |                                                    | 6 721                                              |                                                    |
| 1980 | 1980                                               |                                                    | 6 609                                              |                                                    |
| 1985 | 1985                                               |                                                    | 6 314                                              |                                                    |
| 1990 | 1990                                               |                                                    | 6 142                                              |                                                    |
| 1995 | 1995                                               |                                                    | 5 924                                              |                                                    |
| 2000 | 2000                                               |                                                    | 5 683                                              |                                                    |
| 2005 | 2005                                               |                                                    | 5 398                                              |                                                    |
| 2010 | 2010                                               |                                                    | 5 038                                              |                                                    |
| 2015 | 2015                                               |                                                    | 4 623                                              |                                                    |
| 2020 | 2020                                               |                                                    | 4 215                                              |                                                    |
| Anm: Uppgifterna avser förhållandena den 31 december nämnda år enligt områdesindelningen den 1 januari 2022. |                                                    |                                                    |                                                    |                                                    |

## Kända personer från Ruovesi
- Reino Palmroth, sångare, sångtextförfattare och officer
- Toivo Palmroth, kompositör, skådespelare och filmregissör
- Ellen Thesleff, konstnär